# غافين برينان
غافين برينان (بالإنجليزية: Gavin Brennan)‏ (23 يناير 1988 في جمهورية أيرلندا - ) هو لاعب كرة قدم أيرلندي في مركز الهجوم. لعب مع درودا يونايتد ونادي شامروك روفرز.

## وصلات خارجية
- غافين برينان على موقع قاعدة بيانات كرة القدم.إي يو (الإنجليزية)
- غافين برينان على موقع Soccerway.com (الإنجليزية)
- غافين برينان على موقع عالم كرة القدم.نت (الإنجليزية)